# Liste der Kulturdenkmale in Neue Neustadt
In der Liste der Kulturdenkmale in Neue Neustadt sind alle Kulturdenkmale des zur Stadt Magdeburg gehörenden Stadtteils Neue Neustadt aufgelistet. Grundlage ist das Denkmalverzeichnis des Landes Sachsen-Anhalt, das auf Basis des Denkmalschutzgesetzes vom 21. Oktober 1991 erstellt und seither laufend ergänzt wurde (Stand: 31. Dezember 2023).

## Denkmale in der Neuen Neustadt
| Lage | Bezeichnung                                                | Beschreibung | Erfassungs- nummer | Ausweisungsart                               | Bild                                                  |
| --- | ---------------------------------------------------------- | --- | ------------------ | -------------------------------------------- | ----------------------------------------------------- |
| Abendstraße 5 (Karte) | Wohnhaus Abendstraße 5                                     | Wohnhaus zweigeschossiges Wohnhaus von 1889 im Stil italienischer Pallazi der Renaissance | 094 76663          | Baudenkmal                                   | Wohnhaus Abendstraße 5                                |
| Abendstraße 10 (Karte) | Wohnhaus                                                   | Wohnhaus erbaut zwischen 1870 und 1880, spätklassizistische Fassade | 094 82795          | Baudenkmal                                   | Wohnhaus                                              |
| Abendstraße 11 (Karte) | Wohnhaus                                                   | Wohnhaus erbaut zwischen 1880 und 1890, Neorenaissance-Bau mit Mezzaningeschoss | 094 82796          | Baudenkmal                                   | Wohnhaus                                              |
| Abendstraße 12 (Karte) | Wohnhaus Abendstraße 12                                    | erbaut etwa 1880/90, Neorenaissance-Fassade, Mittelgeschoss mit Fensterverdachungen | 094 82797          | Baudenkmal                                   | Weitere Bilder                                        |
| Abendstraße 16 (Karte) | Scheune Abendstraße 16                                     | aus Bruchsteinen in der Mitte des 19. Jahrhunderts errichtete Scheune | 094 70978          | Baudenkmal                                   | Scheune Abendstraße 16                                |
| Abendstraße 16, Brüderstraße 1, 1a, 2, Lübecker Straße 21a–c, 22, Moritzplatz 1, 1a, 6, Moritzstraße 4, 4a, 5-8, Nicolaiplatz, Nicolaistraße, Umfassungsstraße 76 (Karte) | Straßenzug                                                 | | 094 76791          | Denkmalbereich                               | Straßenzug                                            |
| Am Polderdeich 1–13, 15, 17 und weitere (Karte) | Curie-Siedlung                                             | Siedlung Die Siedlung wurde von 1929 bis 1939 erbaut. Es sind etwa 1800 Wohnungen, die damals gebaut wurden. Mitten in der Siedlung befindet sich die Bancksche Villa, die aber nicht zu diesem Baudenkmal gehört. Die Entwürfe für diese Siedlung sind von Carl Krayl und Paul Wahlmann. Die Häuser sind viergeschossig, das obere Geschoss ist ein Trockenboden mit kleinen Fenstern. Die Häuser, die bis 1935 erbaut wurden, haben ein Flachdach, die später gebauten Häuser ein Sattel und an den Blockenden ein Halbwalmdach. Die Siedlung zeigt so die Veränderungen der Architektur in der NS-Zeit. Zeitweise wurden die Häuser Rothenseer Straße 34a bis 57 unter der Nummer 094 77003 als eigenständiges Baudenkmal geführt. | 094 82832          | Baudenkmal                                   | Curie-Siedlung                                        |
| Ankerstraße 1a (Karte) | Wohnhaus Ankerstraße 1a                                    | Wohnhaus viereinhalbgeschossiges Wohnhaus im Stil der Neorenaissance aus dem späten 19. Jahrhundert | 094 7143           | Baudenkmal                                   | Wohnhaus Ankerstraße 1a                               |
| Ankerstraße 1c (Karte) | Wohnhaus Ankerstraße 1c                                    | Wohnhaus viereinhalbgeschossiges Wohnhaus im Stil der Neorenaissance aus dem späten 19. Jahrhundert | 094 82213          | Baudenkmal                                   | Wohnhaus Ankerstraße 1c                               |
| Ankerstraße 1d (Karte) | Wohnhaus Ankerstraße 1d                                    | Wohnhaus aus der Zeit um 1900 | 094 82214          | Baudenkmal                                   | Wohnhaus Ankerstraße 1d                               |
| Ankerstraße 10 (Karte) | Wohnhaus Ankerstraße 10                                    | fünfgeschossiges Wohnhaus im Stil der Neorenaissance | 094 82206          | Baudenkmal                                   | Wohnhaus Ankerstraße 10                               |
| Brüderstraße 1, 1a, 2 (Karte) | Predigerhäuser der St.-Nikolai-Gemeinde                    | Häusergruppe, 1935/36 errichtete Predigerhäuser der Sankt-Nikolai-Gemeinde | 094 70265          | Baudenkmal                                   | Predigerhäuser der St.-Nikolai-Gemeinde               |
| Brüderstraße 1, 1a, 1b, 13, 14, 15, 16, 17 | Stadtgrundriss                                             | Stadtgrundriss | 094 76924          | Denkmalbereich                               | Stadtgrundriss                                        |
| Colbitzer Straße 2 (Karte) | Wohnhaus                                                   | Das Wohnhaus wurde zwischen 1880 und 1890 erbaut. Die Neorenaissance-Fassade ist geprägt von einer Pilastergliederung und segmentbogige Fensterverdachungen. Das Haus hat acht Achsen und viereinhalb Geschosse. |                    | Baudenkmal                                   | Wohnhaus                                              |
| Colbitzer Straße 4, 4a–b (Karte) | Fabrik                                                     | Die ehemalige Druckerei, Kartonagen- und Papierwarenfabrik Gebrüder Walter wurde 1906 nach Plänen der Besitzer erbaut. Es gab Umbauten in den Jahren 1925, 1932 und 1935. Die Fassade besteht aus einfachen Jugendstilformen, in der Fassadenmitte befindet sich ein Risalit. | 094 70030          | Baudenkmal                                   | Fabrik                                                |
| Hamburger Straße 11 (Karte) | Volksbad                                                   | ehemaliges Volksbad | 094 16797          | Baudenkmal                                   | Weitere Bilder                                        |
| Kastanienstraße 6a, Klosterwuhne 42, Zielitzer Straße 18 (Karte) | Baumwollspinnerei und -weberei Pfeiffer & Schmidt          | Fabrik, ehemalige Baumwollspinnerei und -weberei Pfeiffer & Schmidt, gegründet 1828 | 094 70949          | Baudenkmal                                   | Baumwollspinnerei und -weberei Pfeiffer & Schmidt     |
| Klosterwuhne 39 (Karte) | SED-Kreisparteischule Magdeburg                            | Schule, von 1938 bis 1942 und von 1951 bis 1955 errichtetes Schulgebäude, in der Zeit der DDR als Kreisparteischule der SED genutzt | 094 70460          | Baudenkmal                                   | SED-Kreisparteischule Magdeburg                       |
| Laaßstraße 2, 3 (Karte) | Wohnhaus Laaßstraße 2, 3                                   | Wohnhaus, erbaut 1905–1907 als Wohngebäude für Eisenbahner | 094 82222          | Baudenkmal                                   | Wohnhaus Laaßstraße 2, 3                              |
| Lübecker Straße (Karte) | Stellwerk                                                  | Das Stellwerk befindet sich am Bahndamm. | 094 76640          | Baudenkmal                                   | Stellwerk                                             |
| Lübecker Straße 7 (Karte) | Transformatorenstation                                     | 1928 nach Plänen von Johannes Göderitz im Stil der Neuen Sachlichkeit erbaut | 094 82211          | Baudenkmal                                   | Transformatorenstation                                |
| Lübecker Straße 8b (Karte) | Villa                                                      | erbaut 1901 von Cornelius und Jaehn für Rudolf Arendt, Besitzer der ehemals angrenzenden Nähmaschinenfabrik H. Mundlos & Co., bau mit Erker und Risalite, Walmdach und Welscher Haube über dem straßenseitigen Risaliten | 094 82209          | Baudenkmal                                   | Villa                                                 |
| Lübecker Straße 9 (Karte) | Neustädter Friedhof                                        | Friedhof angelegt 1812/13 als kirchlicher Begräbnisplatz für die Nikolaigemeinde mit neogotischer Aussegnungskapelle, errichtet 1892 nach Plänen des Stadtbaurates Otto Peters; 2023 vom Denkmalbereich zum Baudenkmal umgestuft. | 094 82220          | Baudenkmal                                   | Weitere Bilder                                        |
| Lübecker Straße 9, auf dem Neustädter Friedhof (Karte) | Friedhofskapelle Neustadt                                  | Kapelle 1893 als Backsteinbau im Stil der Neogotik errichtete einschiffigen Kapelle | 094 82220 001      | Teilobjekt eines Denkmalbereich - Baudenkmal | Weitere Bilder                                        |
| Lübecker Straße 19a, 20, 21, 22, 22a (Karte) |                                                            | Stadtgrundriss | 094 76925          | Denkmalbereich                               | BW                                                    |
| Lübecker Straße 21a, 21b, 21c (Karte) | Wohn- und Geschäftshaus                                    | erbaut 1889 von und für Maurermeister Gustav Griesemann, neobarocker Fassadendekor, zur Moritzstraße figürlicher Dekor mit Säulen verziert | 094 17785          | Denkmalbereich                               | Wohn- und Geschäftshaus                               |
| Lübecker Straße 22 (Karte) | Wohn- und Geschäftshaus                                    | geplant 1903, Eckbau zur Moritzstraße, dort neoklassizistische Fassade mit Elementen des Neobarock und des Jugendstils | 094 71204          | Baudenkmal                                   | Wohn- und Geschäftshaus                               |
| Lübecker Straße 108 (Karte) | Maschinenfabrik und Eisengießerei C. Rudolph & Co.         | Fabrik | 094 16553          | Baudenkmal                                   | BW                                                    |
| Lübecker Straße 116 (Karte) | Apotheke                                                   | Löwen-Apotheke | 094 06339          | Baudenkmal                                   | Apotheke                                              |
| Lübecker Straße 127 (Karte) | Brauerei                                                   | Die Gebäude gehörten der ehemaligen Brauerei „Actien-Brauerei Neustadt-Magdeburg“. Die Brauerei wurde 1841 gegründet und bestand bis 1991, da wurde sie von der „Ersten Kulmbacher Aktienbrauerei (EKU)“. Ab 1905 wurde die Brauerei unter dem Namen „Diamant-Brauerei“ geführt. An diesem Standort wurde Bier bis zum Jahr 1994 gebraut. Die Gebäude sind sieben- bis zehngeschossige Gebäude aus Backstein. Die Malzdarre sind Türme, die das Straßenbild prägen. Die Türme tragen hohe Zinnenkränze, teilweise mit Ecktürmen. |                    | Baudenkmal                                   | Brauerei                                              |
| Lübecker Straße 135 (Karte) | Bahnwärterhaus Lübecker Straße 135                         | neogotisches Bahnwärterhaus von 1901/02 | 094 82224          | Baudenkmal                                   | Bahnwärterhaus Lübecker Straße 135                    |
| Mittagstraße 1, 1a (Karte) | Zichorien- und Schokoladenfabrik Johann Gottlieb Hauswaldt | Fabrik ab 1838 als Zichorienfabrik errichtet, Umbauten 1851, 1880 und 1885 zur Süßwarenherstellung, zeittypische Funktionsbauten aus Ziegelsteinen | 094 70007          | Baudenkmal                                   | Weitere Bilder                                        |
| Mittagstraße 2 (Karte) | Wohnhaus                                                   | Wohnhaus | 094 82806          | Baudenkmal                                   | Wohnhaus                                              |
| Mittagstraße 3 (Karte) | Zur golden Sonne                                           | Wohnhaus eingeschossiges klassizistisches Wohngebäude aus dem Jahr 1817 mit älterem Hauszeichen | 094 82807          | Baudenkmal                                   | Weitere Bilder                                        |
| Mittagstraße 4 (Karte) | Wohnhaus                                                   | Wohnhaus | 094 82808          | Baudenkmal                                   | Wohnhaus                                              |
| Mittagstraße 6 (Karte) | Einfriedung Mittagstraße 6                                 | Einfriedung wohl 1884 errichtete, mit Muster versehene Grundstückseinfriedung, Ziegelmauer | 094 82809          | Baudenkmal                                   | Einfriedung Mittagstraße 6                            |
| Mittagstraße 7 (Karte) | Wohnhaus                                                   | Wohnhaus | 094 82810          | Baudenkmal                                   | Weitere Bilder                                        |
| Mittagstraße 8 (Karte) | Wohnhaus Mittagstraße 8                                    | Wohnhaus viereinhalbgeschossiges Wohnhaus von 1888 mit achtachsiger Fassade im Stil der Neorenaissance | 094 82811          | Baudenkmal                                   | Wohnhaus Mittagstraße 8                               |
| Mittagstraße 11, 12 (Karte) | Wohnhaus                                                   | Wohnhaus | 094 82814          | Baudenkmal                                   | Weitere Bilder                                        |
| Mittagstraße 15 (Karte) | Villa                                                      | Villa | 094 70031          | Baudenkmal                                   | Weitere Bilder                                        |
| Mittagstraße 15a (Karte) | Wohnhaus                                                   | Wohnhaus | 094 82816          | Baudenkmal                                   | Weitere Bilder                                        |
| Mittagstraße 23 (Karte) | Wohnhaus                                                   | Das Wohnhaus wurde 1889 erbaut. Die linken fünf Achsen haben zwei Geschosse, hier befindet sich im rechten Teil des Bauteiles eine Einfahrt. Die rechten vier Achsen haben drei Geschosse, hier befindet sich im linken Teil des Bauteiles ein Eingang. Ursprünglich waren es viereinhalb Geschosse, nach Schäden im Zweiten Weltkrieg wurde das Haus wie oben beschrieben wieder aufgebaut. | 094 70704          | Baudenkmal                                   | Wohnhaus                                              |
| Mittagstraße 32a (Karte) | Wohnhaus                                                   | Das Wohnhaus wurde im Jahre 1870 erbaut, die Jahreszahl im Giebel über dem Risalit nennt das Jahr der Aufstockung. In dem Risalit, es befindet sich in der Mitte der neun Achsen, befindet sich der Eingang, links davon im oberen Geschoss von zwei Geschossen ein Erker. Das Dach ist ein Satteldach, hier befinden sich vier Gauben. | 094 82817          | Baudenkmal                                   | Wohnhaus                                              |
| Morgenstraße 9 (Karte) | Sankt-Agnes-Kirche                                         | Die römisch-katholische Kirche St. Agnes wurde von 1861 bis 1862 erbaut, eingeweiht wurde sie am 8. September 1862. Es ist ein Saalbau mit eingezogenem Chor und einem Dachreiter im Westen der Kirche. Im Zweiten Weltkrieg wurde die Kirche zerstört, sie wurde bis 1949 wieder aufgebaut. Die alte Ausstattung ist verloren gegangen, allerdings befindet sich ein spätgotischer Altarretabel aus der Sebastianskirche in der Kirche. In den Jahren 1970 und 2005 gab es Renovierungen. 2007 wurde eine Orgel eingebaut. | 094 82818          | Baudenkmal                                   | Sankt-Agnes-Kirche                                    |
| Moritzplatz 1, 1a, 6 (Karte) | Napoleonischer Straßengrundriss                            | Straßenzug | 094 76926          | Denkmalbereich                               | BW                                                    |
| Moritzplatz 1 (Karte) | Bauernhof                                                  | ehemaliger Bauernhof | 094 06200          | Baudenkmal                                   | Bauernhof                                             |
| Moritzplatz 1a (Karte) | Wohnhaus                                                   | Das Wohnhaus wurde um 1820 errichtet, seit den 1830er Jahren mit Gaststätte. Diverse Um- und Ausbauten erfolgten bis 1892, 1925/26 wurde es zum Kino umgebaut. Es ist ein sieben- beziehungsweise vierachsiger Eckbau mit viertelkreisförmiger Eckausbildung, Fensteröffnungen mit Ädikula-Rahmen und Blendbögen im Obergeschoss | 094 82821          | Baudenkmal                                   | Weitere Bilder                                        |
| Moritzplatz 6 (Karte) | Wohnhaus                                                   | Das ehemalige Gehöft wurde im Jahr 1839 zur Seifensiederei für den Kaufmann Kluge umgebaut, weitere Umbauten gab es in den Jahren 1842, 1820 und 1857. Es ist ein zweigeschossiger, siebenachsiger Putzbau mit hohem Satteldach. | 094 82822          | Baudenkmal                                   | Wohnhaus                                              |
| Moritzstraße (Karte) |                                                            | Stadtgrundriss | 094 76927          | Denkmalbereich                               |                                                       |
| Moritzstraße 4 (Karte) | Wohnhaus Moritzstraße 4                                    | Das Wohnhaus wurde 1886 zusammen mit Haus Nr. 4a vom Eigentümer und Maurermeister G. Griesemann im barockisierenden Stil erbaut. | 094 82217          | Baudenkmal                                   | Weitere Bilder                                        |
| Moritzstraße 4a (Karte) | Wohnhaus                                                   | Das Haus wurde 1886 zusammen mit Haus Nr. 4 erbaut. Es ist ein barockisierender viergeschossiger Putzbau. | 094 82216          | Baudenkmal                                   | Weitere Bilder                                        |
| Moritzstraße 5 (Karte) | Wohnhaus                                                   | Das Wohnhaus wurde 1885 von Maurermeister August Meurice als Wohn- und Fabrikgebäude für den Fabrikanten E. Zinke erbaut. Es ist ein Neorenaissancebau mit bandartiger Horizontalgliederung, linke äußere Achse als flacher Risalit ausgebildet. | 094 82215          | Baudenkmal                                   | Weitere Bilder                                        |
| Moritzstraße 6 (Karte) | Wohnhaus                                                   | Das Wohnhaus stammt aus der ersten Hälfte des 19. Jahrhunderts, im Jahre 1906 wurde es aufgestockt. Das Erdgeschoss ist mit klassizistischer Putzrustika, auffälliges Obergeschoss mit geschwungenem Jugendstilgiebel mit floralem Stuckdekor. | 094 82207          | Baudenkmal                                   | Weitere Bilder                                        |
| Moritzstraße 7 (Karte) | Wohnhaus                                                   | Das Wohnhaus wurde 1845 erbaut und im Jahre 1886 aufgestockt. Es ist ein Putzbau mit einem Krüppelwalmdach und einer spätklassizistischen Fassade. | 094 82204          | Baudenkmal                                   | Weitere Bilder                                        |
| Moritzstraße 8 (Karte) | Wohn- und Geschäftshaus                                    | Das Wohn- und Geschäftshaus wurde 1908 vom Maurermeister Paul Müller für den Fabrikanten Karl Hoffmann erbaut. Es ist das Eckhaus zur Colbitzer Straße. Die Fassade ist eine Putzfassade mit Struktur- und Rauputz, Fachwerkdetails, Jugendstilornamentik und einem zweistöckigen Kasten- und turmartigen Eckerker. Die steile Dachkonstruktion wurde kombiniert aus Sattel-, Pult- und Mansarddachflächen. | 094 82208          | Baudenkmal                                   | Weitere Bilder                                        |
| Münchenhofstraße 68 | Skulptur                                                   | aus den Trümmern des Zweiten Weltkriegs geborgene Skulpturen, Betriebsgelände der Schuster GmbH | 094 70078          | Baudenkmal                                   |                                                       |
| Nachtweide 36-43 (Karte) | Hugo Bestehorn Werke für Papierverarbeitung Magdeburg      | Fabrikgebäude, ehemalige Druckerei, entstanden 1902/03 und 1911/12 | 094 16558          | Baudenkmal                                   | Hugo Bestehorn Werke für Papierverarbeitung Magdeburg |
| Nachtweide 77 (Karte) | Norbertusgymnasium                                         | Das Doppelschulgebäude wurde um 1900 für die Neustädter 2. Volksknabenschule und für die Neustädter 2. Volksmädchenschule erbaut. Heute befindet sich hier das Norbertusgymnasium. Das Gebäude wurde im Zweiten Weltkrieg wesentlich beschädigt. Die Schule liegt mit ihrer Fassade direkt an der Straße, die Fassade ist durch zwei Risalite unterbrochen, hier befinden sich auch die Eingänge. Ansonsten wechselt die Fassade zwischen weißen Putzflächen und roten Ziegeln. | 094 82824          | Baudenkmal                                   | Weitere Bilder                                        |
| Nachtweide 92 (Karte) | Gartenhaus                                                 | Das Gartenhaus gehört zur Fabrikantenvilla. | 107 15020          | Baudenkmal                                   | Gartenhaus                                            |
| Nachtweide 93 (Karte) | Villa                                                      | Die Fabrikantenvilla mit Fabrikresten der Mafa und Eisengießerei G. Schulz wurde zu Beginn des 20. Jahrhunderts in einem schlichten Jugendstil erbaut. Es ist ein zweigeschossiges Haus mit einem Erker, einen Eckturm und einem Satteldach. Zum Denkmal gehören noch das Gartenhaus mit einem Taubenturm und der alte Schornstein. | 094 16552          | Baudenkmal                                   | Villa                                                 |
| Nachtweide 99 (Karte) | Schule Nachtweide 99                                       | Schule ehemaliges Schulgebäude von 1875, zweigeschossiger Backsteinbau, derzeit gewerblich genutzt | 094 70846          | Baudenkmal                                   | Weitere Bilder                                        |
| Nicolaiplatz (Karte) |                                                            | Stadtgrundriss | 094 76928          | Denkmalbereich                               | BW                                                    |
| Nicolaiplatz (Karte) | St. Nicolai                                                | Die evangelische Kirche wurde von 1821 bis 1824 erbaut, der Entwurf stammt von Karl Friedrich Schinkel. Die Kirche wurde 1945 im Zweiten Weltkrieg zerstört und von 1948 bis 1954 wiederaufgebaut. | 094 06287          | Baudenkmal                                   | Weitere Bilder                                        |
| Nicolaistraße 6 7, 8, 9, 10, 11 (Karte) |                                                            | Stadtgrundriss | 094 76929          | Denkmalbereich                               | BW                                                    |
| Reichelstraße 23 (Karte) | Bancksche Villa                                            | Villa Erbaut wurde sie um 1900 für den Kaufmann Ludwig Banck. Banck war Besitzer des Baugeländes der Curie-Siedlung. Die Villa ist geprägt von Erkern, Türmen, Giebeln und einem detailreichen Dach. | 094 70735          | Baudenkmal                                   | Weitere Bilder                                        |
| Ritterstraße 1 (Karte) | Wohnhaus Ritterstraße 1                                    | Das Wohnhaus wurde in den 1870er Jahren erbaut. Es ist ein zweigeschossiger, traufständiger Bau mit sechs Achsen. Die beiden mittleren Achsen bilden ein Risalit, darüber befindet sich ein Dreiecksgiebel. | 094 82836          | Baudenkmal                                   | Weitere Bilder                                        |
| Ritterstraße 6 (Karte) | Wohnhaus Ritterstraße 6                                    | Das Wohnhaus wurde im Jahre 1890 erbaut. Es ist ein viergeschossiger Bau aus Ziegeln mit einer Putzgliederung im Stil der Neorenaissance. | 094 82837          | Baudenkmal                                   | Weitere Bilder                                        |
| Ritterstraße 7 (Karte) | Wohnhaus Ritterstraße 7                                    | viergeschossiges Wohnhaus aus dem Jahr 1889, Fassade im Stil der Neorenaissance | 094 82838          | Baudenkmal                                   | Weitere Bilder                                        |
| Ritterstraße 10 (Karte) | Bauernhaus Ritterstraße 10                                 | klassizistisches Bauernhaus aus der Zeit der Gründung der Neuen Neustadt | 094 76802          | Baudenkmal                                   | Weitere Bilder                                        |
| Ritterstraße 16, 17 (Karte) | Wohn- und Geschäftshaus Ritterstraße 16, 17                | Wohn- und Geschäftshaus im Stil des Spätklassizismus. Ersatzbau für 1854 abgebranntes Gebäude. | 094 82840          | Baudenkmal                                   | Wohn- und Geschäftshaus Ritterstraße 16, 17           |
| Schöppensteg (Karte) | Fortuna-Denkmal                                            | Kriegerdenkmal Das Kriegerdenkmal wurde für die im Ersten Weltkrieg gefallenen Magdeburger Sportler errichtet, es steht am Rande des Fortuna-sportplatzes | 094 71209          | Kleindenkmal                                 | Fortuna-Denkmal                                       |
| Schöppensteg (Karte) | Vogelgesangpark                                            | Park 2023 vom Denkmalbereich zum Baudenkmal umgestuft. | 094 70991          | Baudenkmal                                   | Weitere Bilder                                        |
| Zooallee 1 (Karte) | Vogelsangpark-Zoo                                          | Zoologischer Garten | 094 06406          | Baudenkmal                                   | BW                                                    |
| Umfassungsstraße 76 (Karte) | Gedenkstätte Moritzplatz Magdeburg                         | erbaut 1876 als Königlich-Preußisches Amtsgericht, ab 1940 Nutzung als Gefängnis, seit den 1990er Jahren Gedenkstätte, zweigeschossiger Ziegelbau der Gründerzeit | 094 82873          | Baudenkmal                                   | Gedenkstätte Moritzplatz Magdeburg                    |
| Umfassungsstraße 76, 77 (Karte) | Straßenzug                                                 | Dieses Denkmal ist Teil der Siedlung Abendstraße 16... | 094 76930          | Denkmalbereich                               | Straßenzug                                            |
| Umfassungsstraße 76a (Karte) | Gemeinschaftsschule Thomas Müntzer                         | Schulgebäude aus der Zeit 1887 bis 1890 | 094 82872          | Baudenkmal                                   | Gemeinschaftsschule Thomas Müntzer                    |
| Umfassungsstraße 83 (Karte) | Wohnhaus                                                   | Wohnhaus Das Haus wurde um 1880 für Bauunternehmer W. Markert als villenartiges Gebäude erbaut. Rechts und links zweiachsige flache Risalite, darin die Obergeschossfenster paarweise von einem Segmentbogengiebel überfangen. Das Haus hat insgesamt neun Achsen und ein Satteldach. | 094 17983          | Baudenkmal                                   | Wohnhaus                                              |
| Umfassungsstraße 84 (Karte) | Wohnhaus                                                   | Wohnhaus Teil einer Doppelhausvilla, erbaut 1881 für den Stadtbaumeister Kleinau, die architektonischen Gliederungselemente farblich abgesetzt, Risalit mit Rundbogenfenstern, die übrigen Fenster mit Segmentbögen | 094 17984          | Baudenkmal                                   | Wohnhaus                                              |
| Umfassungsstraße 85 (Karte) | Wohnhaus                                                   | Wohnhaus südliche Hälfte einer Doppelvilla von 1881, 1890/91 durch Stadtbaumeister Robert Kleinau umfassend überbaut, asymmetrischer, mehrteiliger eklektizistischer Baukörper mit Stilelementen aus Neorenaissance und Spätklassizismus | 094 17985          | Baudenkmal                                   | Wohnhaus                                              |
| Wasserkunststraße 10 (Karte) | Fabrik Wasserkunststraße 10                                | Fabrik 1937/1938 für Junkers gebautes vier- bis fünfgeschossiges Verwaltungsgebäude | 094 71432          | Baudenkmal                                   | Fabrik Wasserkunststraße 10                           |
| Wasserkunststraße 99 (Karte) | Wasserkunst Neue Neustadt                                  | Wasserkunst 1849 im Stil der Neogotik errichtetes Wasserwerk aus der Frühzeit der Industrialisierung | 094 80268          | Baudenkmal                                   | Weitere Bilder                                        |
| Wedringer Straße 10 (Karte) | Wohnhaus Wedringer Straße 10                               | Wohnhaus dreieinhalbgeschossiges Gebäude im Stil der Neorenaissance von 1890/1891 | 094 76797          | Baudenkmal                                   | Wohnhaus Wedringer Straße 10                          |
| Wedringer Straße 11 (Karte) | Wohnhaus Wedringer Straße 11                               | Wohnhaus viereinhalbgeschossiges Eckhaus im Stil der Neorenaissance von 1889 | 094 76664          | Baudenkmal                                   | Wohnhaus Wedringer Straße 11                          |
| Wedringer Straße 12 (Karte) | Wohnhaus Wedringer Straße 12                               | Wohnhaus viergeschossiges Gebäude im Stil der Neorenaissance von 1889 | 094 17989          | Baudenkmal                                   | Wohnhaus Wedringer Straße 12                          |
| Wedringer Straße 13 (Karte) | Wohnhaus Wedringer Straße 13                               | Wohnhaus viergeschossiges Gebäude aus dem Jahr 1888 im Stil der Neorenaissance | 094 17990          | Baudenkmal                                   | Wohnhaus Wedringer Straße 13                          |
| Wedringer Straße 14 (Karte) | Wohnhaus Wedringer Straße 14                               | Wohnhaus viereinhalbgeschossiges Gebäude im Stil der Neorenaissance aus dem Jahr 1886 | 094 17991          | Baudenkmal                                   | Wohnhaus Wedringer Straße 14                          |
| Zielitzer Straße (Karte) | Fort VII                                                   | Festung Das Fort VII der Festung Magdeburg wurde ab 1866 angelegt und 1873 fertiggestellt. Von dem ursprünglichen Fort ist der nördliche Teil noch erhalten. | 094 06398          | Baudenkmal                                   | Fort VII                                              |
| Zooallee 2, ehemals Am Vogelgesang 12 (Karte) | Gärtnerei Zooallee 2                                       | Gärtnerei Das eineinhalbgeschossige Fachwerkhaus wurde 1870 als Gärtnereigebäude erbaut. | 094 77049          | Baudenkmal                                   | Gärtnerei Zooallee 2                                  |
| Zooallee 2, ehemals Am Vogelgesang 12 (Karte) | Wohnhaus Zooallee 2                                        | Wohnhaus Das Wohnhaus ist eine ehemalige Unterkunft für Arbeiter. Es wurde 1923 erbaut und in den 1960er Jahren um einen Massivbau erweitert. | 094 77050          | Baudenkmal                                   | Wohnhaus Zooallee 2                                   |

## Ehemalige Denkmale
Die nachfolgenden Objekte waren ursprünglich ebenfalls denkmalgeschützt oder wurden in der Literatur als Kulturdenkmale geführt. Die Denkmale bestehen heute jedoch nicht mehr, ihre Unterschutzstellung wurde aufgehoben oder sie werden nicht mehr als Denkmale betrachtet. Mitunter sind Einzelobjekte aber noch immer Bestandteil eines geschützten Denkmalbereichs.
| Lage                         | Bezeichnung                                                                    | Beschreibung | Erfassungs- nummer | Ausweisungsart | Bild |
| ---------------------------- | ------------------------------------------------------------------------------ | --- | ------------------ | -------------- | ---- |
| Lübecker Straße 128 (Karte)  | Villa                                                                          | Villa der ehemaligen Diamant-Brauerei, genehmigter Abbruchantrag aus dem Jahr 2006 | 094 81845          | Baudenkmal     | BW   |
| Lübecker Straße 130 (Karte)  | Rayonhaus Schlicke                                                             | Fachwerkhaus, genehmigter Abbruchantrag aus dem Jahr 2005 Fläche neu bebaut, Parkplatz und Verkaufseinrichtungen | 094 70035          | Baudenkmal     | BW   |
| Mittagstraße 13, 14 (Karte)  | Wohnhaus                                                                       | Wohnhaus wird zumindest seit 2009 nicht mehr als Denkmal geführt | 094 82815          | Baudenkmal     | BW   |
| Mittagstraße 22              | Wohn- und Geschäftshaus                                                        | Wohn- und Geschäftshaus, genehmigter Abbruchantrag aus dem Jahr 2007 | 094 70703          | Baudenkmal     |      |
| Mittagstraße 31              | Villa Förster                                                                  | genehmigter Abbruchantrag aus dem Jahr 2005 |                    | Baudenkmal     |      |
| Morgenstraße 20-24           | Wohnblock Morgenstraße 20-24                                                   | erster in Großblockbauweise errichtete Wohnblock in Magdeburg, wird zumindest seit 2009 nicht mehr als Denkmal geführt                                                                                                   |                    | Baudenkmal     |      |
| Ritterstraße 12–15           | Fabrikgebäude der ehemaligen Zichorien- und Schokoladenfabrik, J. G. Hauswaldt | Fabrik, genehmigter Abbruchantrag aus dem Jahr 2007 | 094 16557          | Baudenkmal     |      |
| Schmidtstraße                | Schmidtstraße                                                                  | Straßenzug, wird zumindest seit 2009 nicht mehr als Denkmal geführt | 094 76794          | Baudenkmal     |      |
| Wasserkunststraße 21 (Karte) | Wohnhaus Wasserkunststraße 21                                                  | Wohnhaus dreigeschossiges Gebäude im Stil der Neorenaissance aus dem Jahr 1888. Das Gebäude wurde aufgrund einer Sicherungsverfügung der Bauaufsicht abgerissen und im Jahr 2015 aus dem Denkmalverzeichnis ausgetragen. | 094 70706          | Baudenkmal     | BW   |
| Wasserkunststraße 22 (Karte) | Wohnhaus Wasserkunststraße 22                                                  | Wohnhaus dreigeschossiges Gebäude aus dem Jahr 1888, abgerissen und spätestens 2020 aus dem Denkmalverzeichnis ausgetragen                                                                                               | 094 70707          | Baudenkmal     | BW   |

Darüber hinaus war das denkmalgeschützte Katharinenportal an der Adresse Münchenhofstraße 68 eingelagert. Es wurde jedoch im Jahr 2016 nahe seinem ursprünglichen Standort im Breiten Weg in der Magdeburger Altstadt wieder aufgebaut.

## Legende
In den Spalten befinden sich folgende Informationen:
- Lage: Nennt den Straßennamen und wenn vorhanden die Hausnummer des Kulturdenkmals. Die Grundsortierung der Liste erfolgt nach dieser Adresse. Der Link „Karte“ führt zu verschiedenen Kartendarstellungen und nennt die geographischen Koordinaten.
Link zu einem Kartenansichtstool, um Koordinaten zu setzen. In der Kartenansicht sind Baudenkmale ohne Koordinaten mit einem roten bzw. orangen Marker dargestellt und können in der Karte gesetzt werden. Baudenkmale ohne Bild sind mit einem blauen bzw. roten Marker gekennzeichnet, Baudenkmale mit Bild mit einem grünen bzw. orangen Marker.
- Offizielle Bezeichnung: Nennt den Namen, die Bezeichnung oder zumindest die Art des Kulturdenkmals und verlinkt, soweit vorhanden, auf den Artikel zum Objekt.
- Beschreibung: Nennt bauliche und geschichtliche Einzelheiten des Kulturdenkmals, vorzugsweise die Denkmaleigenschaften.
- Erfassungsnummer: Für jedes Kulturdenkmal wird in Sachsen-Anhalt eine 20stellige Erfassungsnummer vergeben. Die letzten zwölf Ziffern werden für die Untergliederung nach Teilobjekten genutzt und werden nur angegeben, soweit vergeben. In dieser Spalte kann sich folgendes Icon  befinden, dies führt zu Angaben zu diesem Baudenkmal bei Wikidata.
- Ausweisungsart: Die Einordnung des Denkmales nach § 2 Abs. 2 DenkmSchG LSA
- Bild: Ein Bild des Denkmales, und gegebenenfalls einen Link zu weiteren Fotos des Kulturdenkmals im Medienarchiv Wikimedia Commons. Wenn man auf das Kamerasymbol klickt, können Fotos zu Kulturdenkmalen aus dieser Liste hochgeladen werden: